# Oscaecilia zweifeli
Oscaecilia zweifeli é uma espécie de anfíbio gimnofiono da família Caeciliidae. Pode ser encontrada na Guiana e Guiana Francesa. A espécie só é conhecida na sua localidade-tipo na Guiana e em uma outra localidade em Caiena, na Guiana Francesa. Presume-se que esta espécie seja subterrânea, com habitat em floresta tropical de baixa altitude.

## Descrição
Oscaecilia zweifeli é um dos membros de corpo mais robusto de seu gênero. O corpo tem 202–216 anéis primários. O dorso é de cor lilás acinzentada, enquanto o ventre é esbranquiçado e apresenta algumas manchas cinzentas. Há uma mancha amarelada perto da narina e uma faixa amarelada na lateral da cabeça, terminando na abertura do tentáculo.